# ميرتشيا ساندو
ميرتشيا ساندو (ولد 22 أكتوبر 1952) هو لاعب كرة قدم روماني ورئيس اتحاد رومانيا لكرة القدم.

## وصلات خارجية
- ميرتشيا ساندو على موقع قاعدة بيانات كرة القدم.إي يو (الإنجليزية)
- ميرتشيا ساندو على موقع ناشيونال فوتبول تيمز (الإنجليزية)
- ميرتشيا ساندو على موقع عالم كرة القدم.نت (الإنجليزية)